# 2000 في المجر
فيما يلي قوائم الأحداث التي وقعت خلال عام 2000 في المجر.

## سياسة

### تعيين في المنصب
- 4 أغسطس – فيرينك مادل رئيس المجر.

### انتهاء فترة المنصب
- 4 أغسطس – أرباد كونز رئيس المجر.

## رياضة
- 13 أغسطس – جائزة المجر الكبرى 2000 الفائز ميكا هاكينن.

## أفلام
من الأفلام التي صدرت هذه السنة في المجر:
- 1 يناير – في تموز من إخراج فاتح اكين.

## وفيات

### يناير
- 1 يناير – بيلا كش (مواليد 1877) قاتل متسلسل مجري.

### يوليو
- 30 يوليو – إستفان جوليس (مواليد 1931) لاعب كرة مضرب مجري.

### أغسطس
- 9 أغسطس – جون هارساني (مواليد 1920)

### أكتوبر
- 9 أكتوبر – لاجوس كوشتش (مواليد 1947)